# سيرغي لازاريف
سيرغي لازاريف (الروسية:Сергей Вячеславович Лазарев؛ ولد في موسكو، روسيا؛ 1 أبريل 1983) هو مغني و راقص روسي، وكما كان عضو في فرقة شماس!!، وأيضا مثل روسيا في مسابقة الأغنية الأوروبية 2016 في ستوكهولم بـ السويد، واحتل المرتبة الثالثة في المسابقة، وشارك بـ أغنية "You Are the Only One" (أنت الوحيدة).

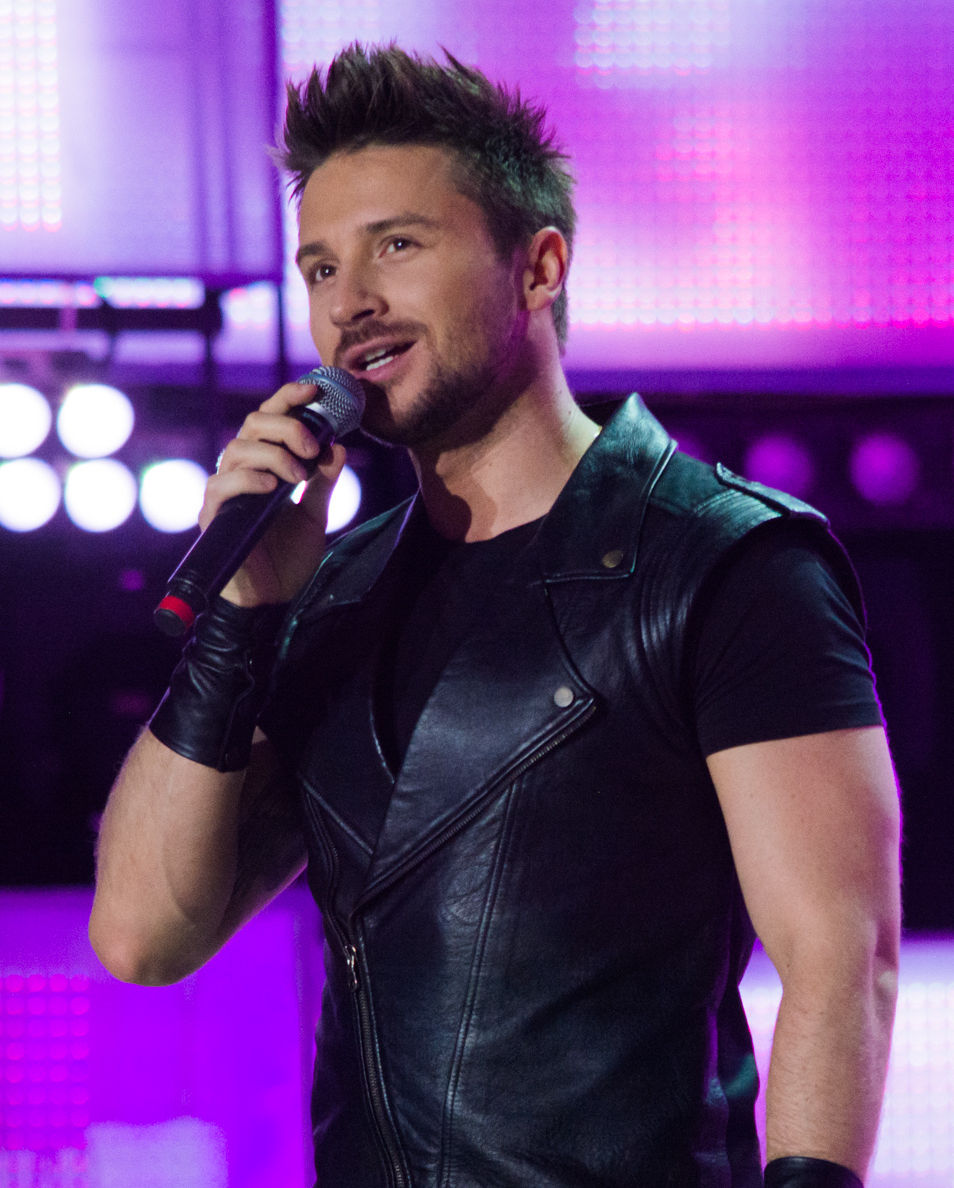
لازاريف في 2015.

## روابط خارجية
- سيرغي لازاريف على موقع IMDb (الإنجليزية)
- سيرغي لازاريف على موقع ميوزك برينز (الإنجليزية)
- سيرغي لازاريف على موقع أول ميوزيك (الإنجليزية)
- سيرغي لازاريف على موقع ديسكوغز (الإنجليزية)
- سيرغي لازاريف على موقع قاعدة بيانات الفيلم (الإنجليزية)
- سيرغي لازاريف على موقع كينوبويسك (الروسية)